# Богомила
Богомила (мкд. Богомила) је насеље у Северној Македонији, у средишњем државе. Богомила припада општини Чашка.
Насеље Богомила је у раздобљу 1994-2004. година била средиште истоимене општине, која је потом припојена општини Чашка.

## Географија
Богомила је смештена у средишњем делу Северне Македоније. Од најближег већег града, Велеса, насеље је удаљено 15 km југозападно.
Рељеф: Богомила се налази у историјској области Азот. Место се налази на реци Бабуни, између планина Бабуне и Јакупице. Надморска висина насеља је приближно 510 метара.
Месна клима је континентална.

## Историја
По неким историчарима одавде је започео богумилски покрет, који се у средњем веку из Македоније проширио Балканом.
Ту је између 1868-1874. године радила српска народна школа. У српској школи је 1901. године свечано прослављена школска слава Св. Сава. Парох Риста Поповић је чинодејствовао а учитељ Бабовић је одржао Светосавску беседу. Године 1906. службовао је на литургији у цркви и школи поп Игњат Ђорђевић. Домаћин славе у школи био је Риста Димитријевић, а беседио је по резању колача један од учитеља Захарије Ћорић. Скупљени прилог за школски фонд изнео је 662 гроша.
До почетка Балканских ратова становништво Богомиле и читавог краја је било великом већином српско. По статистици секретара Бугарске егзархије, 1905. године у селу је живело 1.096 Срба, верника Цариградске патријаршије (којој су и иначе у то доба припадали сви Срби Отоманске империје) и 152 Бугарина, верника егзархије. Бугарска пропаганда називала их је србоманима. У селу је још од турског времена, па све до бугарске окупације 1941. године радила српска школа. У околини Богомиле, у селу Мартолци, рођен је српски четнички војвода Јован Бабунски.

## Становништво
Богомила је према последњем попису из 2002. године имала 476 становника.
Према истом попису претежно становништво у насељу су етнички Македонци су били у већини и то:
- Македонци - 471
- Албанци - 2
- Турци - 1
- Срби - 1
- остали - 1

Већинска вероисповест је православље.

## Знамените личности
- Јован Бабунски - учитељ и четнички војвода, са почетка 20. века.
- Петко Таневић - Станковић - четнички војвода, учесник борби код села Дренова 1907. године
- Петар Поп Арсов - бугарашки агент, учитељ и оснивач ТМОРО.